# Copidita punctatithorax
Copidita punctatithorax là một loài bọ cánh cứng trong họ Oedemeridae. Loài này được Pic miêu tả khoa học năm 1927.